# Lathyrus nivalis
Lathyrus nivalis är en ärtväxtart som beskrevs av Hand.-mazz. Lathyrus nivalis ingår i släktet vialer, och familjen ärtväxter. Inga underarter finns listade i Catalogue of Life.